# Club- und Diskothekensterben
Unter Schlagwörtern wie Clubsterben, Diskothekensterben oder Discosterben wird das vermehrte Schließen von Musikclubs, Diskotheken und anderen Veranstaltungsorten der Nachtkultur in kurzer Zeit beschrieben.

## Entwicklung

### Deutschland
Unter dem Begriff Clubsterben wird seit den 1990er Jahren das Verschwinden von Clubs problematisiert. Im Jahr 1998 identifizierte Jens Michow, Verbandspräsident des Bundesverbands der Konzert- und Veranstaltungswirtschaft, die angehobene Künstlersteuer als Ursache für ein beginnendes Clubsterben in Deutschland. Der Spiegel verwendete den Begriff im Jahr 2001 im Kontext einer drohenden Verdrängung alternativer Clubs durch die fortschreitende Entwicklung des Immobilienmarktes in Berlin.
2012 warnte eine Initiative von Clubbetreibern, dass drastisch erhöhte Musiknutzungsgebühren ein „Clubsterben“ auslösen könnten – zahlreiche Clubs beteiligten sich damals an Protestaktionen. Eine geplante Tarifreform der Verwertungsgesellschaft GEMA hätte 2013 z. B. die Gebühren für Musikclubs drastisch erhöht. 2015 gab es eine Debatte, ob Ausgehkultur generell nicht wirtschaftlich sei und den sogenannten Easyjet-Tourismus begünstige.
Das Goethe-Institut stellte fest, dass im Jahr 2019 in ganz Deutschland Clubs schließen mussten und das Thema Clubsterben die Szene beschäftigte. Zu den Ursachen für die Schließungen gehörten Verdrängungsprozesse aufgrund von steigenden Mieten und Anwohnerbeschwerden über fehlenden Lärmschutz. Im selben Jahr rückte das Thema in den Fokus der Politik: im Bundestag wurde der Antrag „Clubsterben stoppen“ eingebracht, und es formierte sich ein parteiübergreifendes Parlamentarisches Forum Clubkultur. Eine Erhebung des Deutschen Hotel- und Gaststättenverbands ergab, dass die Anzahl der Clubs in Deutschland im Zeitraum von 2010 bis 2017 um 22 Prozent gesunken sei.
Die frühen 2020er-Jahre waren von einer hohen Zahl an Clubschließungen geprägt. Durch die COVID-19-Pandemie bedingten Lockdowns 2020/21 und damit einhergehenden Einnahmenverluste mussten viele Betreiber aufgeben, und auch nach Wiedereröffnung blieben Publikum und Umsätze vorerst aus. Für die europäische Kulturwirtschaft gingen Schätzungen von einem Einnahmen-Rückgang von 71 % für Musikbetriebe aus. Die Generation Z gibt international an, zudem weniger Alkohol zu konsumieren; für Medien ein weiterer Grund für das schwindende Interesse an Clubbing.
Mitte der 2020er Jahre ist das Clubsterben in deutschen Großstädten wie Berlin, Hamburg, München, Frankfurt am Main, Leipzig oder Nürnberg ein wiederkehrendes Thema in der Presse. Im Jahr 2025 brachte ein unbekanntes Kollektiv an mehreren Standorten ehemaliger Clubs Grabsteine an. In kleineren Städten trug die Schließung von Clubs und Diskotheken ebenfalls zu einem Verlust an lokalem Kulturangebot bei.
Auch das Diskothekensterben auf dem Land war ein wiederkehrendes Thema in den Medien. Vor allem viele Großraumdiskotheken waren von Schließung bedroht. Aber auch kleine Diskotheken auf dem Land hatten aufgrund der Substitution der früheren Ausgehkultur durch die Kommunikation über Soziale Medien mit sinkenden Gästezahlen zu kämpfen. Darüber hinaus ist auf dem Land auch das Kneipensterben ein immer größer werdendes Problem, da Kneipen gerade in kleinen Dörfern und Gemeinden als oft einziger, zentraler Treffpunkt für die Bevölkerung als Orte der Gemeinschaft und des Zusammenkommens dienen.

### International

#### Österreich
Im Jahr 1980 berichtet die österreichische Tageszeitung Die Presse, dass "nach dem Discofieber das Discosterben" einsetzen würde. Diskotheken mit Laserstrahlen und Seifenblasen würden den Geschmack der Wiener verfehlen. Die Corona-Krise hatte in Österreich ähnliche Auswirkungen auf die Situation der Diskotheken wie in Deutschland. Neben einem massiven Diskothekensterben während der Pandemie selbst wirkten sich auch die veränderten Verhaltensweisen junger Leute in den Jahren nach der Krise negativ auf die Branche aus.

#### Italien
In Italien hat eine Studie der Zeitung La Repubblica ergeben, dass seit 1990 mit 2.100 Stück die Hälfte aller italienischer Clubs schließen mussten. Einer der Hauptgründe für das Clubsterben sei auch das Schrumpfen der jungen Bevölkerung. Auch in der autonomen Region Südtirol wird in den 1990er Jahren das regionale Diskothekensterben in Medien thematisiert.

#### Finnland
Clubs in der finnischen Hauptstadt Helsinki kämpfen ebenso mit den Folgen von Gentrifizierung, hohen Mieten und strenger werdenden Auflagen, was auch dort zu Clubschließungen geführt hat. Die Ursachen – vom pandemiebedingten Besucherrückgang bis zur kommerziellen Umnutzung innerstädtischer Flächen – ähneln dabei den deutschen Erfahrungen.

#### Vereinigtes Königreich
Im Vereinigten Königreich etwa haben seit den 2000er-Jahren viele Clubs geschlossen. In London führte dies zu einem starken Rückgang der Live-Musikstandorte, besonders in innenstädtischen Vierteln. Ein Lösungsversuch, das Clubsterben zu bremsen bestand darin, dass Großbritannien in 2018 das „Agent-of-Change“-Prinzip gesetzlich verankerte: Demnach müssen Immobilienentwickler bei neuen Wohnungen neben bestehenden Clubs für den nötigen Lärmschutz sorgen, anstatt die Last nachträglich den Clubs aufzubürden. Dieses Vorgehen dient international als Modell, um kulturelle Veranstaltungsorte vor Verdrängung zu schützen. Der BBC berichtete zuletzt im März 2025 von einer Studie der NTIA (Night Time Industry Association), die ergab, dass zwischen 2021 und 2025 rund 400 Clubs schließen mussten – was ein Drittel der gesamten Clublandschaft ausmacht.
Auch in den USA oder Australien wird Clubsterben besprochen und in den Kontext von Wandel von Konsuminteressen junger Menschen gesetzt.
Entsprechend wächst auch international das Bewusstsein, dass Nachtclubs ein schützenswerter Teil des kulturellen Erbes und der urbanen Lebensqualität sind. Viele Städte diskutieren daher Maßnahmen, um ihr Nachtleben zu erhalten und weiteres Clubsterben zu verhindern.

## Ursachen
Eine 2021 veröffentlichten Studie der Initiative Musik mit 1880 deutschen Musikspielstätten-Betreibern ergab, dass die Umsatzrentabilität von Musikbetrieben mit 4,2 Prozent unter dem bundesweiten Durchschnitt von 7,5 Prozent liege. Das bedeutet für Clubs, dass mit jedem erwirtschafteten Euro im Median 4,2 Cent Gewinn erwirtschaftet werden. Im Vergleich mit Kleinstunternehmen anderer Branchen ist der Unterschied mit 14 Prozent noch größer. Hier betont die Studie auch, dass die Umsätze "zu einem nicht zu vernachlässigenden Teil" aus Fördermitteln, Sponsorings oder öffentlichen Mitteln bestehen – ohne diese sinkt die Umsatzrentabilität auf 1,2 Prozent. Der Median-Gewinn von Musikspielstätten lag 2021 bei 8.000 Euro, was selten Rücklagen ermöglicht.
Die Abhängigkeit von Fördermitteln und geringe Wirtschaftlichkeit von Club-Betrieben ist ein Indikator für die Fragilität gegenüber soziokulturellen Entwicklungen wie Gentrifizierung: Steigende Immobilienpreise, Investorenprojekte, sowie neue Regelungen im Schallschutz, die Investitionen erfordern, können Clubs aus innerstädtischen Lagen verdrängen. Ebenso können neue Anwohner in ehemaligen Industrie- oder Szenevierteln über Lärmbelästigung klagen, was zu Auflagen oder Schließungen bestehender Clubs führen kann. Hinzu kommen steigende Betriebskosten – etwa höhere Mieten, Personal- und Energiekosten oder Abgaben.
Ein weiterer Aspekt der 2020er Jahre ist ein merklicher Wandel in den Konsuminteressen der Generation Z – die gerade nach der Pandemie einen gesünderen Lebensstil mit weniger Alkohol anstrebt sowie durch Internet-Angebote Unterhaltung und Community auch Zuhause findet. Gleichzeitig kannibalisieren Musik-Festivals die Ausgehlandschaft und bieten die musikalische Erfahrung zur Tageszeit an, die Clubs oft nur Nachts bieten. Eine Clubsterben ("club death") erwähnende, 2024 durchgeführte Analyse der Financial Times mittels Resident-Advisor-Daten ergab, dass in 13 von 15 Städten weltweit der Anteil der Clubs gesunken ist, die nach 3 Uhr noch geöffnete Tanzflächen haben.

## Maßnahmen und Gegenstrategien
Politik und Zivilgesellschaft haben verschiedene Gegenmaßnahmen zum Schutz der Clubkultur ergriffen. Auf Bundesebene beschloss der Deutsche Bundestag im Mai 2021, Musikclubs im Baurecht nicht mehr als bloße Vergnügungsstätten, sondern als Anlagen kultureller Zwecke einzustufen. Diese rechtliche Aufwertung – Clubs stehen damit z. B. Theatern oder Konzerthäusern näher – soll ihnen besseren Bestands- und Planungsschutz geben. Im Jahr 2024 wurde die Berliner Technokultur in das bundesweite Verzeichnis des immateriellen Kulturerbes der Deutschen UNESCO-Kommission aufgenommen.
Auf Länderebene gehen vor allem Stadtstaaten und Metropolen eigene Wege. Berlin etwa richtete 2018 einen Lärmschutzfonds ein, um Clubs bei der Schalldämmung finanziell zu unterstützen. Mit solchen Fördermitteln können bauliche Maßnahmen wie Schallschutzwände und -türen umgesetzt werden, um Konflikte mit Anwohnern zu entschärfen. Während der Corona-Krise wurden zudem bundesweite Hilfsprogramme (z. B. Neustart Kultur) geöffnet, die mit Nothilfen und Investitionszuschüssen zahlreiche Clubs vor der Insolvenz bewahrten. Darüber hinaus engagieren sich Branchenverbände und Initiativen – wie die Clubcommission Berlin oder die LiveMusikKommission (LiveKomm) – mit Demonstrationen, Petitionen und Beratung der Politik, um auf die Probleme aufmerksam zu machen und Lösungen (etwa Experimentierklauseln im Lärmschutzrecht oder Kulturschutz-Gebiete in Städten) voranzubringen.

## Begriffskritik
Ob der Begriff „Clubsterben“ ein tatsächlich massenhaftes "Verschwinden" von Club-Betrieben beschreibt, ist in der Fachwelt nicht unumstritten. Einerseits dokumentieren Studien reale Risiken, andererseits kann eine gewisse Fluktuation zum Charakter der Clublandschaft gehören, die auch temporär im Rahmen von Zwischennutzungen entstehen.
Im Jahr 1998 beschreibt Tobias Rapp den Diskurs um die Verdrängung von Clubs wie folgt: „Nun ist es ganz normal, daß Clubs auf- und zumachen. Das vielbeschworene Clubsterben ist selbst schon integraler Bestandteil einer ganz anderen Erzählung: Alles wird immer schlimmer. Der übliche Hauch von Verschwörungstheorie liegt darüber.“ Mit Blick auf Berlin weist er auf den Widerspruch hin, dass das Bestreben, der Stadt mit Techno ein Image zu geben, nur dazu führen würde, „UrbanitInnen in die Stadt zu locken, um dort, wo früher das Nachtleben tobte, ein Multimediabüro zu eröffnen.“
Einige Stimmen weisen darauf hin, dass für eine belastbare Bewertung längerfristige, systematische Untersuchungen notwendig seien, da temporäre Häufungen von Schließungen nicht zwangsläufig auf einen strukturellen Niedergang hinweisen müssen. Der Begriff werde vor allem dafür benutzt, um auf die fragile Lage von Club-Betrieben aufmerksam zu machen und weitere Fördermittel sowie Veränderungen in z. B. Steuerpolitik zu ermöglichen, damit nachhaltiger gewirtschaftet werden kann.